# Босоногий
«Босоногий» (иер. трад. 赤腳小子, упр. 赤脚小子, кант.-рус.: Чхик кёк сиу чи, англ. The Bare-Footed Kid) — гонконгский фильм, режиссёром которого выступил Джонни То. Премьера состоялась 3 апреля 1993 года в Гонконге. Ремейк фильма режиссёра Чжан Чэ «Ученики Шаолиня» (1975).

## Сюжет
Молодой человек — деревенский босяк — в поисках работы приезжает в город к другу своего покойного отца, который изучал кунфу, но выбрал мирную профессию. Однако, обстоятельства складываются так, что самому юноше приходится использовать боевые искусства, чтобы восстановить справедливость...

## В ролях
- Аарон Куок[англ.] — Куань Фунъиу
- Мэгги Чун — Пак Сиукуань
- Ти Лун — Тюнь Чхинвань
- Жаклин У[англ.] — Ва Сиулинь
- Пол Чхёнь[англ.] — Ва Лоуси
- Кеннет Чан — Хак Вопоу
- Чён Сиуфай[англ.] — Юнь Тхиньяу
- Вон Ятфэй[англ.] — Куай
- Вон Сань[кит.] — задолжавший рабочий
- Юнь Линтхоу — Пхэй
- Чен Фаньсан[кит.] — телохранитель Вопоу